# Thuidiopsis masafuerae
Thuidiopsis masafuerae là một loài Rêu trong họ Thuidiaceae. Loài này được (Broth.) Broth. miêu tả khoa học đầu tiên năm 1925.